# FTIS
株式会社FTIS（英語: Total Insurance Service Limited） は、株式会社トータル保険サービスと富士通株式会社の出資により設立された保険代理店。

## 概要
株式会社FTIS(英語: FTIS Limited)は、株式会社トータル保険サービスと富士通株式会社の出資により設立された保険代理店で、設立の経緯から富士通グループ各社およびその役職員への保険販売に力を有しており、富士通グループ社員・OB向けサイトも運営している。

## 沿革
- 1977年06月 - 富士通興産株式会社設立(旅行・保険業務)
- 1999年06月 - 富士通トラベランス株式会社へ社名変更
- 2004年03月 - 富士通トラベランス株式会社から保険代理店事業の譲渡を受けて、株式会社トータル保険サービスと富士通株式会社との共同出資により株式会社FTIS(英語: FTIS Limited)[5]
- 2017年07月 - 富士通とイオンフィナンシャルサービス株式会社が実施した情報銀行の実証実験[6]に参加
- 2022年07月 - 富士通トータル保険サービスからFTISへ商号変更[7]

## 支店
川崎支店、小山支店、長野支店、北陸支店、沼津支店、名古屋支店、大阪支店、九州支店